# Max Sauk
Max Sauk (* 21. Oktober 1929 in Hamburg; † 15. August 2023) war ein deutscher Bildhauer.

## Leben

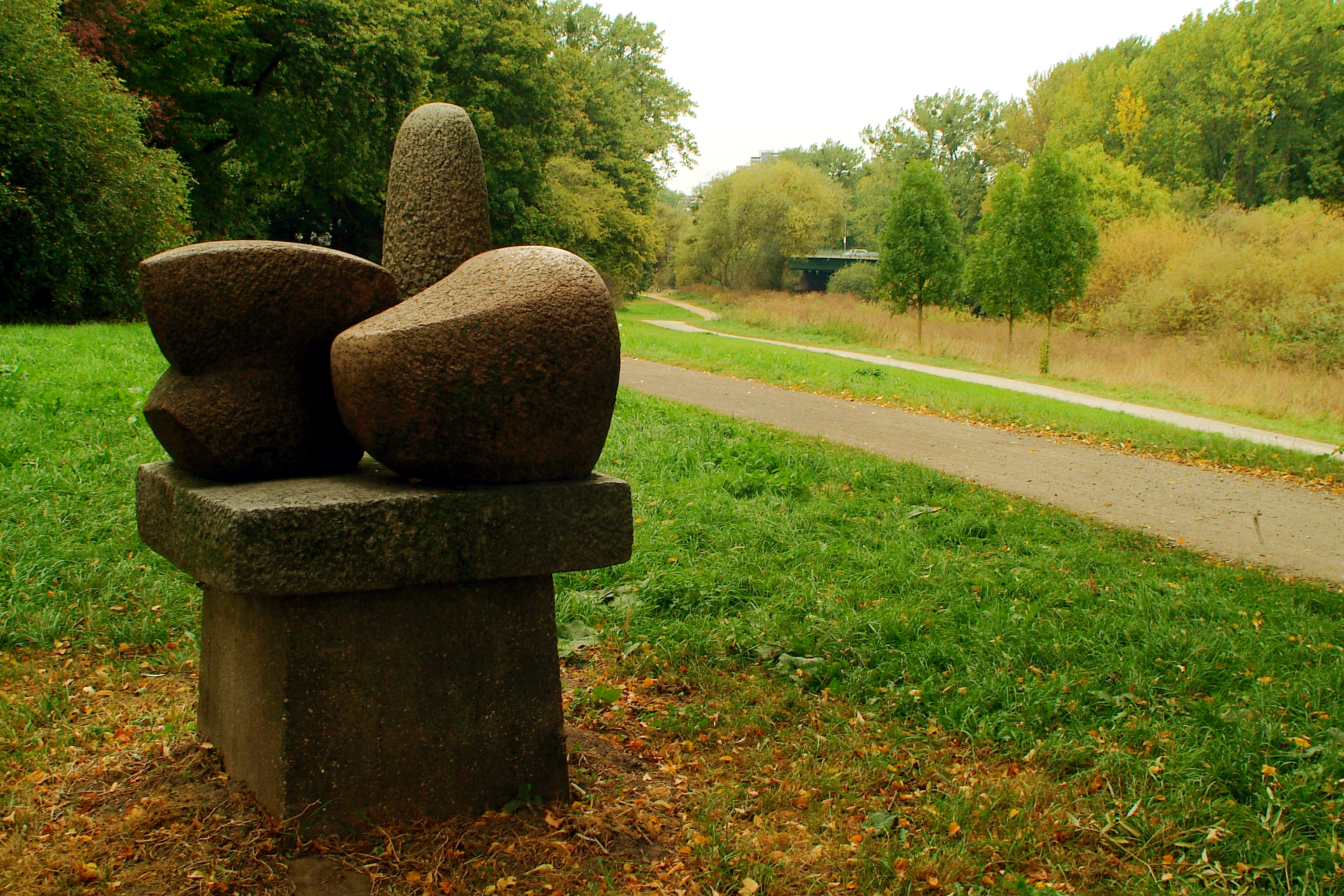
Großer Vogel, 1962, roter und grauer Granit, Hannover

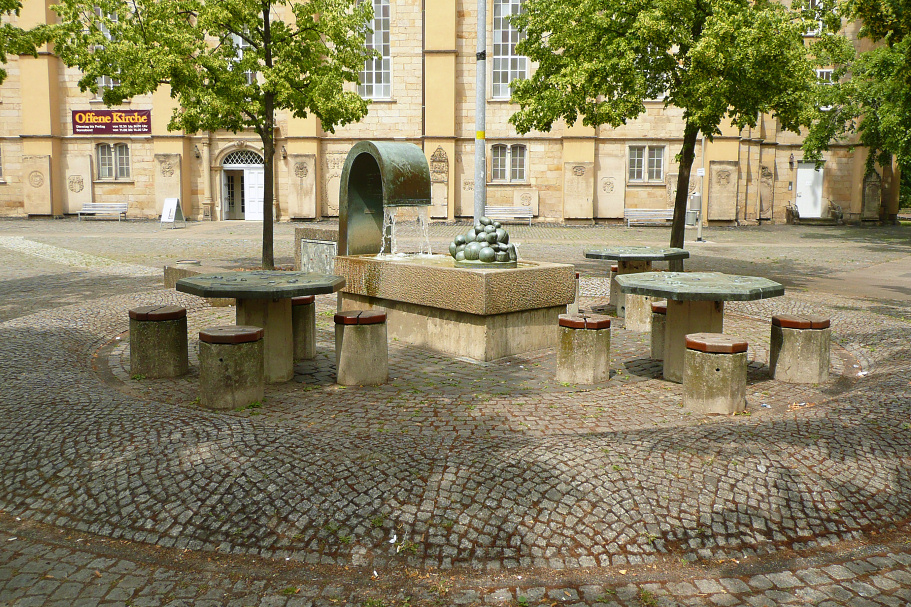
Tischbrunnen auf dem Neustädter Markt, Hannover

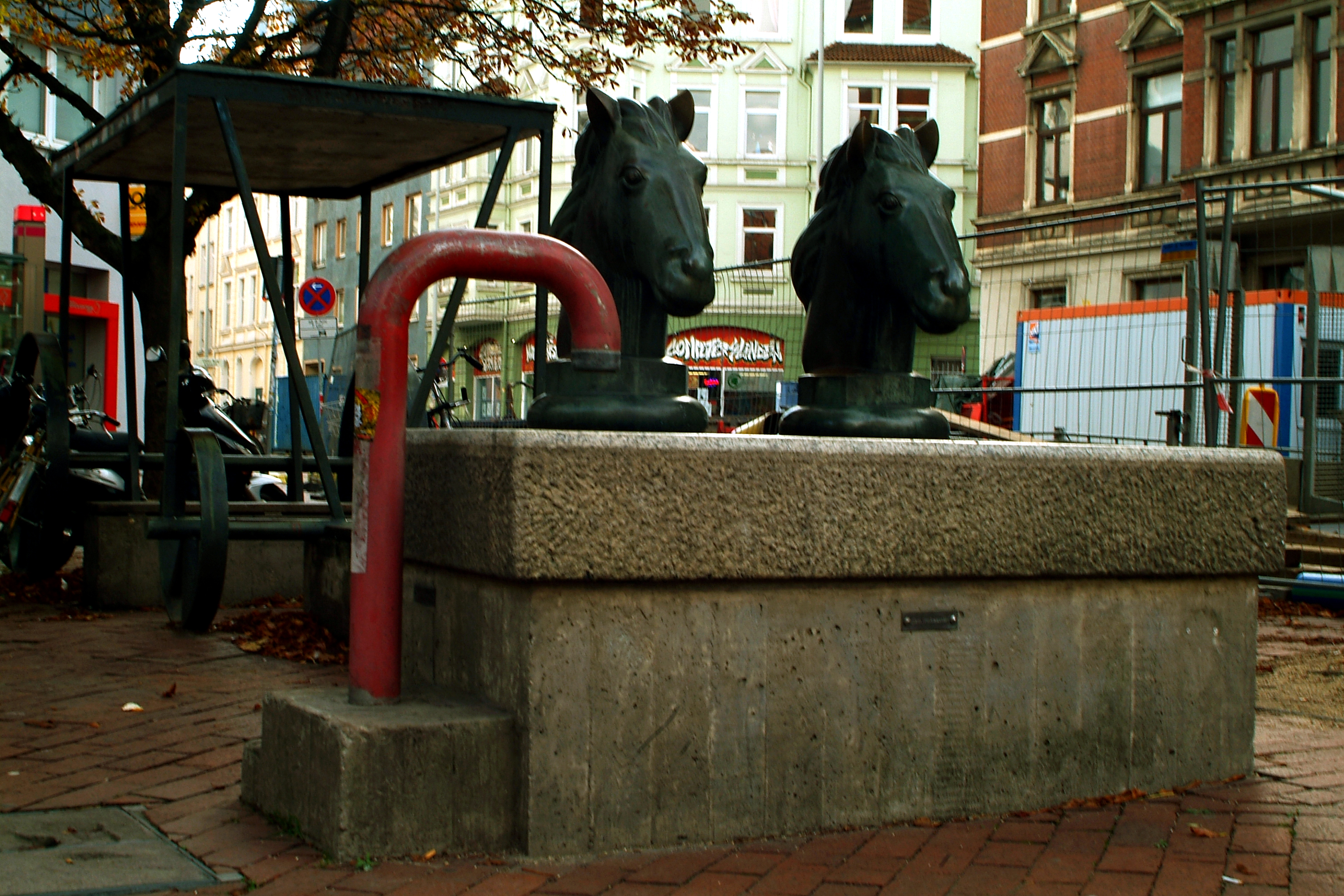
Pferdekutschenbrunnen an der Limmerstraße, Hannover-Linden

Max Sauk machte von 1944 bis 1947 eine Lehre als Zimmerer in Bargteheide, besuchte 1947/48 die Staatliche Bauschule Hamburg und studierte von 1950 bis 1955 an der Hochschule für Bildende Künste Hamburg. Seit 1955 ist er freischaffend tätig.
Nach seinem Umzug nach Hannover war Sauk ab 1962 regelmäßig an den Frühjahrs- und Herbstausstellungen des Kunstvereins Hannover beteiligt. 1965 erhielt er den Förderpreis des Niedersächsischen Kunstpreises.
1966 beteiligte er sich an der Ausstellung Gemalte, Gebaute, Gehauene Gebilde der Galerie Dieter Brusberg in Hannover.
Im gleichen Jahr nahm er am Bildhauersymposion St. Margarethen und 1967 am „Symposion europäischer Bildhauer“ auf dem Springhornhof in der Lüneburger Heide teil.
Ab 1974 war Sauk Mitglied des Deutschen Werkbundes.
In Hannover schuf er drei Brunnenensembles. Mit Künstlern der Gruppe PlasMa beteiligte er sich von 1983 bis 1985 an einer Wanderausstellung in Hameln, Posen und Perpignan.
1985 zog Max Sauk nach Kandern-Holzen, wo er ein denkmalgeschütztes Haus von 1835 renovierte und zum Atelier ausbaute. Für die Landesgartenschau „Grün 99“ in Weil am Rhein schuf Sauk 1999 die Großplastik „Phoenix“, jetzt in den Wassergärten des Dreiländergartens.
Die erste Ausstellung des Dreiländermuseums in Lörrach war 2004 eine Retrospektive des Künstlers unter dem Titel „Max Sauk - Kunst ist Freiheit“. Mit einer umfangreichen Retrospektive unter dem Titel Der alte Pinsel und das Schöne – Skulptur und Malerei würdigte das Kulturhaus Villa Berberich in Bad Säckingen von Februar bis März 2014 Sauks Gesamtwerk.

## Werke (Auswahl)
- Großer Vogel, 1962, Ihme-Anlagen beim Krankenhaus Siloah in Hannover, grauer und roter Granit, Höhe 113 cm[4]
- Karyatide 1965, aufgestellt im Stadtpark Hannover, Muschelkalk mit Granit, Höhe 231 cm[4]
- Pferd und Reiter, 1972, Tierärztliche Hochschule Hannover, Holzplastik aus Eiche, Höhe 270 cm[14]
- Tisch-Brunnen, 1973/74, Neustädter Markt (Hannover)[15]
- Pferdekutschenbrunnen, 1978 bis 1979,[16] installiert an der Limmerstraße
- „Kunst am Bau“, 1985, Amtsgericht Hannover (Erweiterungsbau)[17]
- Vogel und Ei, 1989, Max-Planck-Institut für biophysikalische Chemie Göttingen, Stahlskulptur[18][19]
- Phoenix, 1999, Großplastik zur Grün 99 in Weil am Rhein (Dreiländergarten)